# Dienstonderscheiding van de NSDAP

De onderscheiding in zilver

De onderscheiding in goud

De dienstonderscheiding van de NSDAP (Duits: Dienstauszeichnung der NSDAP) werd bij beschikking van Adolf Hitler op 2 april 1939 in het leven geroepen en werd toegekend aan leden van de Nationaalsocialistische Duitse Arbeiderspartij, ongeacht rang of stand, als erkenning voor trouwe plichtsvervulling aan de partij. Daarbij speelde geen rol of de onderscheiden personen in dienst waren van de partij, of als vrijwilliger werkten.

## Klassen
De onderscheiding kende drie klassen:
- III Goud (voor 25 dienstjaren)
- II Zilver (voor 15 dienstjaren)
- I Brons (voor 10 dienstjaren)

## Onderscheidingsteken
Het onderscheidingsteken zelf is een orde-kruis met daarachter stralenkransen. In het midden van het kruis is de adelaar, als teken van de NSDAP afgebeeld. De adelaar draagt in zijn poten een hakenkruis, omgeven door een eikenkrans. Het kruis is voor de eerste klasse geheel in brons uitgevoerd. Voor de tweede en derde klasse is de achtergrond van blauw dan wel wit email vervaardigd. Aan de achterzijde van het onderscheidingsteken staat de tekst: Treue für Führer und Volk.

## Draagwijze
Het onderscheidingsteken werd door mannen gedragen als lintje, of in een baton. Vrouwelijke laureaten droegen het kruis aan een 15 millimeter brede band om hun hals, als een soort van ketting. Mocht men later onderscheiden worden in een hogere klasse, dan bleef men het onderscheidingsteken van de lagere klasse, naast de nieuwe onderscheiding, dragen.

## Verboden
Met de zogenoemde Gesetz über Titel, Orden und Ehrenzeichen uit 1957 werd het dragen van deze onderscheiding in de gehele Duitse Bondsrepubliek verboden.